# مائدة نزهت
مائدة نزهت واسمها الاصلي مائدة جاسم محمد العزاوي ولدت في جانب الكرخ من بغداد عام 1937، ونشأت وتعلمت في مدارسها، فبعد أن ختمت القرآن، انتقلت إلى المدرسة الابتدائية حيث برزت مواهبها الغنائية منذ الطفولة عندما كانت تحفظ وتردد أغنيات أم كلثوم وفريد الأطرش وأسمهان وليلى مراد.
وتقدّمت لاختبار الإذاعة في بغداد عام 1950 ونجحت فيهِ، وغدت فيما بعد من أشهر مطربات الإذاعة العراقية، وقد سجّلت في تلك الفترة عدداً من الأغاني العراقية لحّنها أحمد الخليل وناظم نعيم مثل أغنية «توبة» و«كالو حلو» ثم لحن لها علاء كامل وأحمد الخليل رضا علي وعباس جميل، وسمير بغدادي وعلاء كامل أغنيات كثيرة أعطت انطباعاً حسناً لدى المستمعين.
وعندما بدأ بث محطة تلفاز بغداد كأول بث تلفزيوني في العالم العربي، كانت مائدة نزهت من أوائل المطربات اللواتي ظهرن على شاشة التلفاز عام 1956.
ولقد غنّت طويلا وسافرت واشتهرت؛ وعرفها الجمهور بصوتها العذب وخياراتها المتميزة كأغنية (للناصرية وتوبة أكولن آه والتوبة، گالوا حلو كل الناس تهواه)
وأغنية ـ حرام ـ كلمات محمد حسن الكرخي ألحان الفنان رضا علي كما غنيت من كلمات خزعل مهدي 
أغنية ـ حمد يا حمود. ألحان رضا علي أيضا كما كتب لي الشاعر سعدي وحيد ولحٌن لي محمد نوشي 
أغنية حبي وحبك من الحان الموسيقار جميل سليم وكلمات الشاعر حسن نعمة العبيدي غنيت ـ كلهم يكولون.
الشاعر هلال عاصم كتب كلمات أغنية ((دور بينه يا عشك دويره)) ولحٌنها علاء كامل 
كما كتب الشاعر زهير الدجيلي أغنية ((سنبل الديرة)) ألحان ياسين الراوي بعدها توالت الأغاني ((كلما أمر على الدرب)) ((الأسمر كما لحٌنت لحناً كويتياً للفنان محمد الكويتي بعنوان ((كفاني ما وصل منك))
كما غنّت مربع أحباب گلبي. وبعض الأبوذيات والعتابات والسويحليات. 
وفي الإذاعة شاهدها رشيد القندرجي ومجيد رشيد ويوسف عمر وهؤلاء شجعوها على غناء بعض المقامات التي تلائم الطبقة النسوية ولكن الراحل يوسف عمر كان يصر على أن المرأة لا يمكن أن تؤدي المقام وقد تحدته مائدة نزهت بحب عندما كانت تغني من خلال الرحلات إلى الخارج فغنت أمام الجمهور مقام القطر والحويزاوي والشرقي رست والبهزاوي والمحمودي وكان الجمهور يصفق لي بينما يوسف عمر يلتزم الصمت.
وكانت البستة البغدادية عنصراً أساسياً للمقام العراقي وقد أدت مائدة بعضها ان لم يكن أكثرها منها ”يابو عباية الجاسبي” ((بمحاسنك وبهاك)) وهناك أغاني أخرى مختلفة فقد كتب لي الشاعر حسين علي أغنية - دجلة والفرات- وأغنية الليلة حنتهم-.
أما عن ألحان وديع خونده ورحلتها معه والذي كان يطلق عليه آنذاك سمير بغدادي فلقد تعاون معها هذا الفنان وقدم لها العديد من الألحان أبرزها ((نسمات بلادي، عطر الفجر)) وقد صادف ذلك الوقت افتتاح التلفزيون لأول مرة وكانت ثمار هذا التعاون أن تزوجا وسافرا إلى الاتحاد السوفيتي وهناك قام بتوزيع جديد للأغنية من قبل كبار الموسيقيين الروس وقد سجلت في حينها على إسطوانة.
شاركت مائدة نزهت في فيلم واحد وهو درب الحب عام 1966.
من أغانيها المعروفة يا أم الفستان الأحمر.

## إشاعة وفاتها سنة 2014
وردت في المواقع الإخبارية إشاعة عن وفاتها ولكنها كذبتها وقالت إنها ما زالت على قيد الحياة وتعيش حاليا في أمريكا ويدير أعمالها ابنها وذهبت إلى أمريكا في 2014 من القاهرة.ولقد علّقت وزارة الثقافة إعلانا على لافتة سوداء كبيرة على الجدار الخارجي لمقرها في شارع حيفا بوسط بغداد كتب عليها (تنعي وزارة الثقافة الفنانة العراقية الكبيرة مائدة نزهت). ثم تم تكذيب الخبر من قبلها بعد إسبوعين من ذلك في شهر حزيران 2014.